# Llista de topònims terminats en -ona
La llista de topònims terminats en -ona pretén recopilar noms d'entitats de població, edificis (masos, torres…), i d'altres elements orogràfics com rius o muntanyes, que acaben amb el sufix -ona. El sufix toponímic -ona apareix sovint al Principat de Catalunya i a Occitània (i en molt menor mesura també al nord de la península itàlica, l'Aragó, i al País Basc).
Etimològicament, molts dels topònims actuals catalans i occitans amb el sufix -ona tenien un nom original pre-romà acabat en -o que ha evolucionat en -ona per via de l'acusatiu llatí -onem, comː Barkéno (ibèric) > Barcino (llatí) - Barcinonem > Barcelona; Tàrraco - Tarraconem > Tarragona. D'una altra banda, en el cas de la península itàlica, moltes de les terminacions -ona corresponen a la llatinització de noms pre-romans, com per exemple del sufix etrusc -u, -unː Curtun > Cortona, Vescu > Vescona, Veru > Verona.
Un altre possible origen etimològic dels topònims acabats amb -ona seria el sufix preindoeuropeu "onno", "onna" que vol dir 'aigua', per a indicar un lloc on hi ha molta aigua o per on flueix l'aigua. Aquest seria el cas de topònims de la Vall d'Aosta com Créta d'Hone (Tchahtéyón), Verdona (Oyace), Vessona (Bionaz) i potser fins i tot Aoulna (Saint-Marcel) o, al Piemont, el torrent de Viona, que marca en part la frontera entre els territoris de Biella i del Canavese. Aquesta teoria podria explicar el fet que molts dels noms dels (sub)afluents del riu Garona continguin el sufix -ona (Ambrona, Aurona, Autona, Barguelona, Eigadona, Gardona, Gimona, Lansona, Larona, Lauterona, Marquessona, Mullona, Ona, Sasona, Saudrona, Sellona, Tartarona, Tessona…). En català, part dels noms de lloc acabats en -ona provenen del superlatiu femení d'un substantiu anterior, p. ex. Falguera > Falguerona, Riera > Rierona, o de la versió femenina de noms acabats en -o, p. ex. Baró > Barona, Miró > Mirona,... 

Molts dels noms de lloc del Principat llistats a sota han estat extrets del "Nomenclàtor oficial de toponímia major" de la Generalitat. El llistat inclou els noms de tots els municipis dels Països Catalans (excepte els termes de Cabanabona, Costabona, Riu de Bona, Serrabona, Vallbona, Vallibona; Llocnou de la Corona; o Mata-rodona i Vila-rodona on el sufix és "bona", "corona" i "rodona" respectivament) així com la majoria de l'Occitània, però no és una llista exhaustiva pel que fa a topònims diferents dels municipals. Noms de lloc que acaben amb les paraules "bona", "corona", "dona", "Ramona", "redona", "rodona", "segona", "Simona" han estat exclosos. No hi ha cap nom de municipi a les Illes, ni al País Valencià (a part de Xixona, i Vallbona i Vallibona mencionats amunt) que acabi en -ona.
| Índex A B C D E F G H I J K L M N O P Q R S T U V W X Y Z |

## A
- Aitona, municipi del Segrià.
- Aliona, serra del municipi d'Olivella (Garraf).
- Alzona, municipi de l'Aude (Occitània).
- Ambona, port de Cap d'Agde (Erau, Occitània).
- Ambrona, (sub)afluent de l'Èrs Viu (conca del riu Garona).[5]
- Ancona, municipi de les Marques (Itàlia).
- Ancona (Droma), municipi de la Droma (Alvèrnia, Occitània).
- Anglona, regió de la Sardenya.
- Antona, topònim de diferents indrets a Alàs i Cerc i Artesa de Segre.[6]
- Antona e Trigonant, municipi de la Dordonya (Nova Aquitània, Occitània).
- Aragona, municipi de la província d'Agrigent (Sicília).
- Arbona, municipi del nord del País Basc, Coma de n'Arbona coma a la Serra de Tramuntana de Mallorca.
- Argentona, municipi del Maresme.
- Arona, municipi de l'Alier (Alvèrnia) i de Novara (Piemont).
- Arraona, turó i jaciment arqueològic a Sabadell.
- Artasona, topònim de diversos nuclis de població a Osca (Aragó).
- Artona, municipi del Puèi Domat (Alvèrnia, Occitània).
- Ascona municipi del cantó de Ticino (Suïssa).
- Aussona, municipi de l'Alta Garona (Occitània).
- Aurona, (sub)afluent de l'Òlt (riu) (conca del riu Garona).[5]
- Autona, (sub)afluent de l'Òlt (riu) (conca del riu Garona).[5]

## B
- Badalona, municipi del Barcelonès.
- Baiona, municipi del nord del País Basc, així com topònim de diferents indrets del Camp de Tarragona.[6]
- Bajona, masies del Solsonès.
- Barasona, antic poblet de la Baixa Ribagorça inundat pel pantà del mateix nom.
- Serra Barona, nucli del municipi de Sentmenat (Vallès Occidental).
- Torre Barona, torre de Castelldefels (Baix Llobregat).
- Barçalona de Gèrç, municipi del Gers (Occitània).
- Barcelona, capital de Catalunya.
- Barcilona (o Barcilona de Provença), municipi dels Alps de l'Alta Provença (Provença, Occitània).
- Barcilona, municipi de la Droma (Alvèrnia, Occitània).
- Barguelona, afluent del riu Garona.[5]
- Bascona, riera de Cànoves i Samalús (Vallès Oriental).[6]
- Bastidona, municipi de la Valclusa (Provença, Occitània).
- Becona, municipi de la Droma (Alvèrnia, Occitània).
- Bellinzona capital del cantó de Ticino (Suïssa).
- Bellona, torre de Camarasa (Noguera).[6]
- Bergarona, municipi dels Pirineus Atlàntics (Nova Aquitània, Occitània).
- Bergona, municipi del Puèi Domat (Alvèrnia, Occitània).
- Bessona, masos al Pinell de Brai i Bellaguarda.[6]
- Beurona, municipi de la Dordonya (Nova Aquitània, Occitània).
- Bettona, municipi italià.
- Bissona, roc de Sant Guilhèm dau Desèrt (Erau, Occitània).
- Bocona, bosc de Pibrac (Alta Garona, Occitània).
- Bojona, mas a l'Espluga de Francolí (Conca de Barberà).[6]
- Borbona, municipi del Laci.
- Sant Pèire e la Borlhona, municipi del Puèi Domat (Alvèrnia, Occitània).
- Bremona, mas a Argentona (Maresme).[6]

## C
- Calderona, comarca i serra del País Valencià.
- Capona, mas al Pla de Santa Maria (Alt Camp).[6]
- Carbona, municipi de l'Alta Garona (Occitània).
- Torre de la Carbona, torre de Vallfogona de Balaguer (Noguera).[6]
- Carcassona, capital de l'Aude (Occitània).
- Cardona, municipi del Bages.
- Carmona (Castellví de Rosanes), mas de Castellví de Rosanes.
- Carmona (Viver i Serrateix), mas de Viver i Serrateix.
- Carmona (Sevilla), municipi de la província de Sevilla (Andalusia).
- Castalona, tossal del Pallars Sobirà.
- Castellona, nom de diferents muntanyes a Vilanova de Prades (Conca de Barberà), Roquetes, Sarroca de Bellera, Vidreres.[6]
- Cervellona, font d'Aiguamúrcia.[6]
- Cetona, municipi de la Toscana.
- Cobòna, municipi de la Droma (Alvèrnia, Occitània).
- Cocona, muntanya de Cervelló (Baix Llobregat).[6]
- Comacucona, coma d'Ivars de Noguera (Noguera).[6]
- Comapregona, coma del municipi de la Coma i la Pedra (Solsonès), i nom de diferents indrets de l'Urgell.[6]
- Cona, municipi del Vèneto, topònim orogràfic de Sant Cebrià de Vallalta i Sant Pere de Ribes.[6]
- Corcòna, municipi del Gard (Occitània).
- Corrona, mas de la Granadella.[6]
- Cortona, municipi de la Toscana.
- Crapona, municipi de l'Alt Loira (Alvèrnia, Occitània).
- Cremona, municipi de la Llombardia.
- Cucona, font d'Ivars de Noguera.[6]
- Cutrona, mas de Batea (Terra Alta).[6]

## D
- Sent Pardol i Sent Meard de Drona, municipis de la Dordonya (Nova Aquitània, Occitània).

## E
- Eigadona (Eaudonne, en francès), afluent del riu Garona.[5]
- Escalona, topònim propi de diverses contrades de la península ibèrica.
- Espona, topònim comú al Pallars Jussà, Osona, i la Vall d'Aran.[6]

## F
- Falguerona, noms de masos (i de termes orogràfics) a Avinyonet de Puigventós, Maçanet de Cabrenys i Palau de Santa Eulàlia.
- Fregona, municipi del Vèneto.

- Fontalona, font de la Rasa de Freixinet a Riner (Solsonès)
- Fontfregona, serra de l'Anoia.

## G
- Ganxona, relatiu al municipi de Sant Feliu de Guíxols (Baix Empordà).
- Gardona, municipi de la Dordonya (Nova Aquitània, Occitània).
- Gardona (riu), (sub)afluent del Tarn (riu) (conca del riu Garona).[5]
- Garona, riu de Catalunya i Occitània.
- Gel·lona, abadia de Sant Guilhèm dau Desèrt (Erau, Occitània)
- Gemona del Friuli, municipi del Friül.
- Gigona, tossal d'Almacelles (Segarra).[6]
- Gimona, riu d'Occitània, afluent del Garona.
- Girona, capital del Gironès.
- Gorgona, illa de la mar Tirrena entre Toscana i Còrsega.
- Gramona, celler de Sant Sadurní d'Anoia.
- Gravellona, municipis del Piemont i de la Llombardia.
- Gravedona, municipi de la Llombardia.
- Grondona, municipi del Piemont.
- Guissona, municipi de la Segarra.
- Guitona, mas de l'Abella de la Conca (Conca de Barberà).[6]

## I
- Isona, municipi del Pallars Jussà.

- Jona, riera i barranc de la Noguera.[6]

## L
- Lansona, (sub)afluent de l'Arieja (riu) (conca del riu Garona).[5]
- Larona, (sub)afluent del Tarn (riu) (conca del riu Garona).[5]
- Larraona, municipi de Navarra.
- Lauterona, (Lautheronne, en francès), (sub)afluent del Seuna (riu) (conca del riu Garona).[5]
- Sent Pau de Lisona, municipi de la Dordonya (Nova Aquitània, Occitània).
- Conhat e Liona, municipi de l'Alier (Alvèrnia, Occitània).
- Llagona, riera de Pardines.[6]
- Llerona, municipi del Vallès Oriental.
- Lliurona (o Llorona), torrent i nucli de Bassegoda/Albanyà (Alt Empordà).
- Llona, indret de Sant Pere Pescador.[6]

## M
- Madrona, riu i població del Solsonès.
- Puig Madrona, cim de la Serra de Collserola.
- Magalona, localitat d'Occitània.
- Mairona, municipi d'Òlt (Occitània).
- Manxona, bassa de Seròs.[6]
- Marcona, masos de Mont-roig del Camp (el Baix Camp.[6]
- Mariona, coster de Santa Coloma de Queralt.[6]
- Marquessona, (sub)afluent de l'Èrs Mòrt (conca del riu Garona).[5]
- Massona, llacuna litoral a Castelló d'Empúries (l'Alt Empordà).[6]
- Mediona, municipi de l'Alt Penedès.
- Miquelona, obaga de la Pobla de Massaluca.[6]
- La Mirona, sala d'espectacles al municipi de Salt (el Gironès) i nom de diverses torres del Baix Empordà.[6]
- Montsona, riera de Maials.[6]
- Moretona, serra del Moianès.
- Moscallona, indret de Santa Coloma de Queralt.[6]
- Mullona, (sub)afluent del Tarn (riu) (conca del riu Garona).[5]

## N
- Narbona, vila principal de l'Aude (Occitània).

## O
- Olona, riu de la Llombardia.
- Ona (riu), subafluent de la Garona.
- Osona, comarca de Catalunya.
- Ossona, municipi de la Llombardia.
- Ortona, diverses ciutats de la península itàlica.

## P
- Pampalona, municipi del Tarn (Occitània). També mas de Bassella (Alt Urgell).[6]
- Pamplona, capital de Navarra.
- Pona, masia del municipi de Vilanova del Vallès (Vallès Oriental), així com de masos a diferents altres contrades i de barranc de la Terra Alta.[6]
- Pedrona, masia d'Àger (Noguera).[6]
- Pelona, municipi de la Droma (Alvèrnia, Occitània).
- Perona, puig del municipi de Sant Martí Vell.[6]
- Picona, mas de Móra d'Ebre.[6]
- Plorona, mas d'Ulldecona.[6]
- Pregona, nom de masos, barrancs, rieres, cims del Vallès Oriental, Berguedà, Moianès i el Camp de Tarragona.[6]
- Preona, vall del municipi de Girona.[6]
- Prona, cala del Port de la Selva (Alt Empordà).[6]

## R
- Rierona, mas de Sant Ferriol (Garrotxa).[6]

## S
- Saona, afluent del Roine que dona nom al departament de Saona i Loira (Borgonya - Franc Comtat).
- Sasona (Cézone, en francès), (sub)afluent del Sera (riu) (conca del riu Garona).[5]
- Saudrona, (sub)afluent del Tarn (riu) (conca del riu Garona).[5]
- Savassona, topònim d'Osona.
- Savona, municipi de la Ligúria.
- Sellona, (sub)afluent de l'Èrs Mòrt (conca del riu Garona).[5]
- Solsona, capital del Solsonès.

## T
- Tarassona, municipi de Saragossa (Aragó).
- Targarona, masia de Sant Pere de Torelló (Osona).
- Targasona, riu i municipi de l'Alta Cerdanya (Catalunya del Nord).
- Tarragona, capital d'El Tarragonès.
- Tarrascona, riera del Baix Camp.[6]
- Tartarona, subafluent de la Losera, afluent de l'Òlt (riu) (conca del riu Garona).
- Tartona, municipi dels Alps de l'Alta Provença (Occitània).
- Tessona, petit afluent del riu Garona.
- Tiona, mas de Caldes de Malavella.[6]
- Tona, municipi d'Osona.
- Torrellardona, mas de Santa Margarida de Montbui i de la Seu d'Urgell.[6]
- Torremirona, nucli de Navata (Alt Empordà).
- Torre-serona, municipi del Segrià.
- Tortona, municipi del Piemont.
- Trona, noms de diversos cims del Principat.[6]
- Turona, muntanya de la Roca del Vallès (Vallès Oriental).

## U
- Ulldecona, municipi del Montsià.

## V
- Puig de la Valona, puig de Vallfogona de Ripollès (Ripollès).
- Valladona, indret de la Granja d'Escarp.[6]
- Vallfogona, part del topònim de diversos municipis del Principat.
- Vallpresona, riera i cala de Santa Cristina d'Aro (La Selva).
- Verdona (o Verdonnaz), vall d'Oyace (Vall d'Aosta).[4]
- Vessona (o Vessonaz), coll d'Alps a Bionaz (Vall d'Aosta)[4]
- Verona, ciutat del Vèneto.
- Verona (Droma), municipi de la Droma (Alvèrnia, Occitània).
- Vernassona (o Bernhassona/Bernassona a la part superior), afluent del riu Aude.
- Viona, granges de Vilanova de la Barca.[6]
- Viona (torrent), torrent piemontès que marca en part la frontera entre els territoris de Biella i Canavese.[4]
- Volona, municipi dels Alps de l'Alta Provença (Occitània).

## X
- Can Xona, mas de Sant Iscle de Vallalta (Maresme).[6]
- Xixona, municipi de l'Alacantí.